# Kjógen

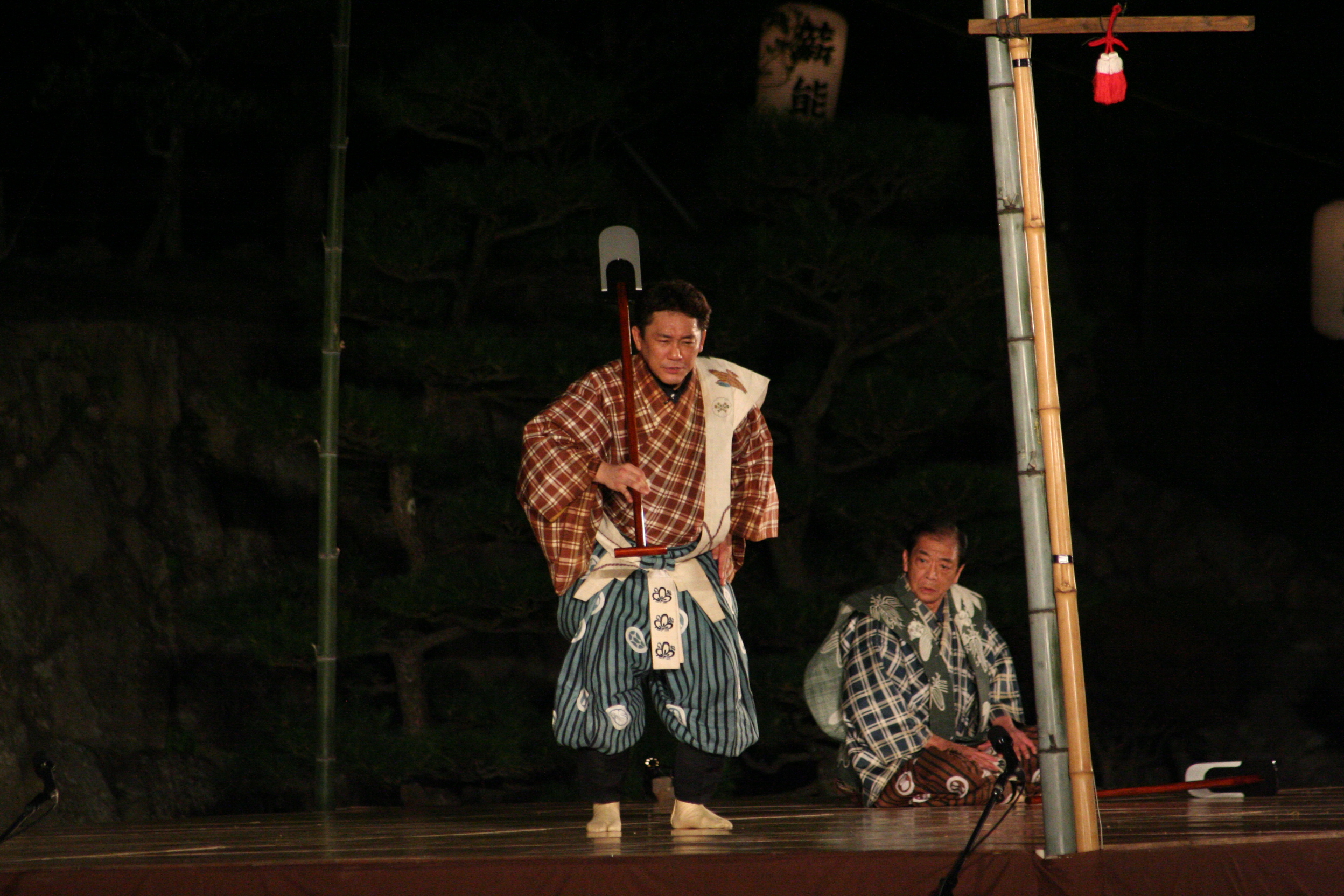
Kjógen előadás

A kjógen( 狂言, „bolond szavak” ) a hagyományos japán komikus színház egyik formája. A nó mellett fejlődött, a nó előadások közötti szünetekben ugyanazon a színpadon adták elő, és szorosan kapcsolódik a nóhoz a mai napig; ezért néha nó-kjógennek nevezik. Tartalma azonban egyáltalán nem egyezik meg a formális, szimbolikus és ünnepi nó színházzal; A kjógen egy komikus forma, amelynek elsődleges célja a közönség megnevettetése.
Kjógen a nó-val együtt a Nógaku színház része.

## Története
Úgy gondolják, hogy a kjógen a kínai szórakoztatás egyik formájából származik, amelyet a 8. század körül hoztak Japánba. Ez a szórakoztató forma szarugaku néven vált ismertté, és kezdetben mind komoly drámát, mind komédiát tartalmazott. A 14. században a szarugaku ilyen formái nó és kjógen néven váltak ismertté.
A kjógen nagy hatással volt a kabuki színház későbbi fejlődésére. Miután a kabuki korábbi, még szemérmetlen formáit a 17. század közepén betiltották, a kormány megengedte az új jaró-kabuki (férfi kabuki) létrehozását, amennyiben, tartózkodik az előző kabuki erkölcstelenségétől és inkább a kjógent veszi alapul.
A nó volt az Edo-időszak hivatalos szórakoztató formája, ezért a kormány támogatta. A kjógen, a nóval együtt, ezen idő alatt is megkapta a kormány és az arisztokrácia támogatását, a Meidzsi-restauráció után azonban ez a támogatás megszűnt. A nó és a kjógen az állami támogatás nélkül hanyatlásnak indult, mivel sok japán állampolgár a „modern” nyugati művészeti formák iránt kezdett érdeklődni. 
A mai Japánban a kjógent mind önálló előadásként, mind a nó részeként is játsszák. Ha egy nó előadás részeként adják elő, a kjógen három formát ölthet: lehet önálló (komikus) kjógen-játék, amelyet a nó drámák közötti szünetekben mutatnak be és feladata kifejezetten a közönség szórakoztatása, lehet ai-kjógen ( 間 狂言, kjógen ), vagy betsu-kjógen ( 別 狂言, speciális kjógen ).
Az ai-kjógenben leggyakrabban a fő nó színész (site) elhagyja a színpadot, és felváltja egy kjógen színész ( 狂言 方 kjógen-kata ), aki ezután közérthetően összefoglalja a közönség számára hogy mi történt eddig. A nó részeként az ai-kjógen nem komikus – az előadásmódja (mozdulatok, beszédmód) és a jelmez komoly és drámai. A színész azonban egy kjógen ruhába öltözik, és kjógen-stílusú nyelvet és előadásmódot alkalmaz (nem pedig a nó nyelvet és előadásmódot), azaz egyszerűbb, kevésbé archaikus nyelvet, közelebb a beszédhanghoz - és így általánosan érthetővé válik a közönség számára. Így, míg a jelmez és az előadásmód kjógen-stílusú (kjógen formájában történik), a ruha elegánsabb lesz, és az előadásmód kevésbé játékos, mint a különálló, komikus kjógennél. Az ai-kjógen előadás előtt és után a kjógen színész a híd végén (hashigakari), a színpad mellett, a kjógen székben ( 狂言 座 kjógen-za ) térdelő (seiza) pózban vár.
A kjógen hagyományait elsősorban színész családok tartják fenn, különösen kiemelkedőnek számít az Izumi ( 和泉流 ) iskola és az Okura ( 大蔵流 ) iskola.

## Elemek
A kjógen darabok mindig rövidek, gyakran körülbelül 10 percig tartanak, hiszen hagyományosan a nó előadások közötti szünetekben játszódnak le, és gyakran csak két vagy három szerepet tartalmaznak. Típusai közé tartoznak a taró kaja ( 太郎 冠 者, főszolga, szó szerint „elsőszülött fiú + szolgája” ), a dzsiró kaja ( 次郎 冠 者, második alkalmazott, szó szerint „második fiú + szolgája” ) és a mester ( 主人 sudzsin ).
A kjógenben zajló mozgások és párbeszédek jellemzően túlságosan eltúlzottak, így könnyű megérteni az előadást. Komikus vagy szatirikus elemek jelen vannak a legtöbb kjógen előadásban. Néhány darab a buddhista vagy sintoista vallásos rituálék paródiája; mások rövidebbek, élénkebbek, egyszerűbb verziói a nó előadásoknak, amelyek közül sok a folklórból származik. A nóhoz hasonlóan a jó-ha-kjű szabály itt is megjelenik, ez az előadás ritmusára utal. Kezdetben lassú majd közepes tempójú, végül pedig gyors lesz, amely különösen fontos a mozgás szempontjából. 
Mint a nóban és a kabukiban, minden kjógen színész, beleértve a női szerepeket játszók is, férfiak. A női szerepeket egy bizonyos ruhadarab, a binanbósi ( 美男 葛 ) jelzi - egy hosszú, fehér kendő, amit a fejükön hordanak. A szerepek kortól függetlenek, azaz egy idősebb ember is játszhatja a taró kaja szerepét, ugyanakkor egy fiatalabb férfi is játszhatja az idős mester szerepét.

### Jelmez
A ruhák általában a kamisimo (Edo-kori kataginó felsőből és a hakama nadrágból álló ruha) és a nagabakama, amelyet a mester visel (ha van ilyen szereplő az adott darabban). A nagabakama egy hosszú túranadrág.
A kjógen színészek - a nó színészektől eltérően - általában nem viselnek maszkot, hacsak nem állatiakat (mint pl. a tanuki vagy a kitsune), vagy istenségekét, amikor őket játsszák. Következésképpen a kjógenben kevesebb fajta maszk van, mint a nóban. Mind a maszkok, mind a jelmezek egyszerűbbek, a nó színészekéhez képest. Kevés kelléket használnak, és minimális vagy semmilyen a színpadi díszlet. Ugyanakkor mint a nó esetében, a legyező általános kellék.

### Nyelv
A kjógen nyelve függ a korszaktól, de a klasszikus repertoár nagy része a korai modern japánul van, és hasonló a kora modern angol nyelvhez ( mint Shakespeare-i nyelv ). A nyelv nagyrészt érthető a kortárs japán előadóknak, de archaikusnak hangzik, a gozaru ( ご ざ る ) forma széles körben történő felhasználásával a masu ( ま す ) forma helyett, amelyet ma használnak. Például, amikor egy parancsot kap, a taró kaja gyakran válaszol a kasikomatte-gozaru-val ( 畏 ま っ て ご ざ る, „Igen uram!” ), amely a modern japánban a kasikomarimasita ( 畏 ま り ま し た ) lenne. Ugyanúgy, ahogy a modern közönség megjegyzések nélkül a Shakespeare-i darabokban sem ért meg néhány szót és árnyalatot. Ez ellentétes a nó-val, ahol a nyelv nehezebb és általában nem érthető a kortárs közönség számára.
A szövegeket egy jellegzetes ritmikus, énekes dalban adják elő, és általában elég hangosan. A gyorsaság, a hangmagasság és a hangerő mind a hangsúly, mind a hatás szempontjából változatos.

### Mozgások

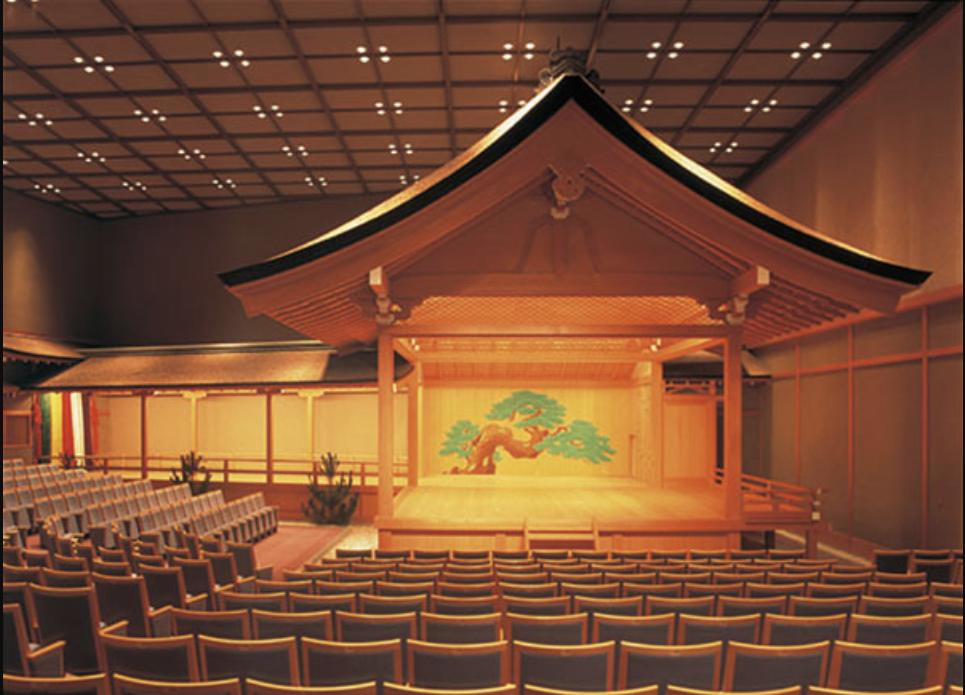
Beltéri Nó színpad

Ugyanúgy, mint a nónál, amely ugyanazon a színpadon történik, sőt mint valójában sok harcművészet esetében (mint például a kendó és az aikidó), a színészek suriasi ( 摺 り 足 ) módon mozognak, a lábukat csúsztatva. Az előadók gyakran dobbantanak a lábukkal vagy egyéb módon a talajjal ( például ugrással ) ütköznek, hogy kihasználják a színpad előnyeit.
A nóhoz hasonlóan a látószög is fontos, és általában lapos tekintetet használnak ( elkerülve a lefelé vagy felfelé való nézést, ami szomorú vagy éles légkört teremt, amit el kell kerülni ). A karakterek általában szemben állnak egymással amikor beszélnek, de a hallgatók felé fordulnak, amikor monológot adnak elő.
A karokat és a lábakat kissé behajlítják. Hacsak nem használják valamilyen cselekvésben, a kezeket a comb felső részén tartják – és a térdük mellett tartják, amikor meghajolnak.

### Zene
A kjógen előadás, elsősorban a fuvola, a dob és a gong kíséretében zajlik. A kjógen előadásnál a hangsúly azonban inkább a párbeszédre és a cselekvésre, mintsem a zenére vagy a táncra összpontosít.

### Hely
A kjógen előadás általában egy nó színpadon zajlik, mivel a színpad az előadás fontos része ( a tér, a dobbantások, a csúszás könnyedsége stb. ). Mindazonáltal bármilyen térben ( különösen amatőr vagy fiatalabb előadók esetében ) is elvégezhető, ugyanakkor lehetőség szerint egy nó-szerű padlón történjen.

## Komai
A kjógen előadások közé tartoznak továbbá a komai ( 小 舞, kis tánc ) nevű rövid táncok is. Ezek a hagyományos drámai táncok ( nem komikusak ), kántálás kíséretében történnek, és változatos témái vannak. A mozgások nagyjából hasonlóak a nó táncokéhoz. A szövegben gyakran használnak archaikus nyelvet, és a kántálás miatt ezek a dalok gyakran nem érthetőek a kortárs közönség számára.

## Akjógenma
Manapság a kjógent rendszeresen gyakorolják és adják elő, mind a nagyvárosokban ( különösen Tokióban és Oszakában ) és az egész ország területén, valamint a médiában és kulturális televíziós műsorokban. A nó előadások alatt önállóan vagy a nó részeként, általában három-öt színdarabot játszanak.
Rendszeresen írnak új kjógen darabokat, de csak kevés új darab kerül bele repertoárba. Különös jelentőséggel bír az 1953-ban Tecudszi Takecsi ( Hepburn: Tesuji Takechi ) által írt és rendezett Szuszugigava ( 濯 ぎ 川 ). Egy középkori francia komédia alapján írták a darabot és ez lett az első új kjógen darab, amely egy évszázada bekerült a hagyományos repertoárba. Ritkán kétnyelvű kjógenre vagy a kjógen nyugati formákkal való ötvözésére is van példa. Egy korai példa a Mei-no-kái csoport, amely kjógen, nó és singeki szereplőkből áll, akik 1973-ban Beckett "Godot-ra várva" című művét adták elő. Érdemes megemlíteni a kiotoi székhelyű Noho Színházat, ahol az amerikai Jonah Salz rendező és Akira Sigejama ( Hepburn : Akira Shigejama ) főszereplésével a csoport "Szuszugigava" című kétnyelvű japán / angol darabját adták elő amit "The Henpecked Fellows"-nak neveznek, Samuel Beckett munkáival együtt, különös tekintettel az Act Without Words I-re, amiket egy kjógen színész adta elő japán színházi stílusban (1981-ben először). Ez utóbbiak kjógen mozdulatokat és japán kulturális formajegyeket tartalmaztak - például a névtelen karakter, aki öngyilkosságot kísérel meg, nem a torkához tartja az ollót (színpadi utasításra), hanem a gyomrához, mintha hara-kirit készülne elkövetni. Ez szokatlan volt Beckett adaptációihoz képest, melyeket rendszerint ő maga és az örökösei szigorúan ellenőriztek. Miután bemutatták Beckettnek, ő jóváhagyta a változtatásokat.
Míg számos kjógen színészi család létezik, jelenleg két család van ami kiemelkedik: a tokiói Nomura 野村 család (hagyományosan az Edo régióból) és a kiotoi (hagyományosan a Kamigata régióból) Sigejama ( 茂山 Hepburn: Shigejama ) család ami az Okura iskolát képviseli, akik gyakran szerepelnek a televízióban, megjelennek a hírekben és turnéznak a tengerentúlon, és részt vesznek a kjógen népszerűsítésében és korszerűsítésében.

## Színdarabok
A repertoár megközelítőleg 250 darabból áll (kb. 180 az Okura iskolából származik), de sokat közülük ritkán adnak elő, mivel a közönség nem értené meg a vicceket, vagy sértőnek tartaná őket.
Az általában a kezdők által tanult és előadott darabok - a rövidségük és az egyszerűségük miatt - a Sibiri ( 痿 痢 ), 舟船, 土 筆, 以 呂波 és a Kucsimane ( 口 真似 Hepburn: Kuchimane ). A Kucsimanét igen gyakran adják elő. Egy másik jól ismert darab, melyet a tankönyvek tartalmaznak, a fentiekben említett Buszu ( 附子 Hepburn: Busu ).
Egy másik játék a 柿 山 伏 ( Kakijamabusi ), egy elvonultan élő papról szól, aki a hegyekben éhezik; talál egy datolyaszilvafát és eszik a gyümölcséből, amely egy gazdához tartozik. A gazda tetten éri őt, átveri a papot, ráveszi, hogy úgy viselkedjen, mintha egy varjú, egy majom és egy nagy madár lenne, ami miatt a pap leesik a fáról. A pap később bosszút áll, amikor kántálva megidézi a természetfeletti erőket. De végül a gazda nem hajlandó ápolni a papot..

## Fordítás
- Ez a szócikk részben vagy egészben  a   Kyōgen című angol Wikipédia-szócikk ezen változatának fordításán alapul.  Az eredeti cikk szerkesztőit annak laptörténete sorolja fel. Ez a jelzés csupán a megfogalmazás eredetét és a szerzői jogokat jelzi, nem szolgál a cikkben szereplő információk forrásmegjelöléseként.